# Nicolaus Jonæ
Nicolaus Jonæ, död 1568 i Vadstena, han var en svensk kyrkoherde i Vadstena församling.

## Biografi
Nicolaus Jonæs fader kom från adelsätten Laxman och modern från adelsätten Jacobsköldar. Han blev 1550 kyrkoherde i Vadstena församling, Vadstena pastorat och fick 15 november 1559 nunnornas stenhus, tomt och jord (mjölkgård) till prästgård. Han avled 1568 i Vadstena.

### Familj
Jonæ var gift och fick barnen kyrkoherden Ericus Holm (död 1581) i Styrstads församling och Margareta Holm sin var gift med kyrkoherden Jonas Erici i Ekebyborna församling.